# Haqq Brice Adéoyé
Haqq Adéoyé, également connu sous le nom de Haqq Brice Adéoyé, est un artiste multidisciplinaire d'origine béninoise, établi à Riverview (Nouveau-Brunswick, Canada) depuis 2015. Son travail englobe le théâtre, le slam, la photographie et le cinéma, abordant des thèmes tels que l'identité, la résilience et la diversité culturelle.

## Biographie
Né au Bénin, Haqq Adéoyé s'installe à Moncton en 2015, où il découvre sa passion pour le slam et la poésie. Il rejoint le Collectif Slam Acadie en 2019, avec lequel il se produit lors du Festival international de slam et poésie en Acadie (FISPA) et représente son collectif au Burkina Faso en février 2024, ainsi qu'aux Éloizes la même année.
Parallèlement, il explore le théâtre avec le collectif Culturas, participant à la création de la pièce Wess Wess et autres stress, présentée en novembre 2022 sous la direction artistique de Marc-André Charron.

## Carrière artistique

### Théâtre et télévision
De 2020 à 2023, Haqq Adéoyé est actif au sein de Satellite Théâtre, où il suit une formation en théâtre, écriture scénaristique, mise en scène et création de projets. Il joue également dans la série télévisée En résidence (2023), produite par Productions l’Entrepôt, et dans le court métrage Mon deuxième diplôme (2023), réalisé par Ludovic Ymolujo. Adéoyé a également participé à titre de figurant dans Les Newbies, Le Siège et À la Valdrague.

#### Cinéma
Haqq Brice Adéoyé développe également une pratique en réalisation de courts métrages :
- La nature est la solution (en production, 2024) – scénario et réalisation, avec le soutien du FICFA, de l’Université de Moncton et d’ArtsNB
- Encre pour les cicatrices[7] : poème de Geneviève Rioux (2024) – court métrage/documentaire, avec Spira et le FICFA[8]
- From Nothingness (2022)[9] – co-réalisé avec Jalianne Li[10]
- Demi/Lune (2022) – caméraman
- Al-Ghûla à la plage (2020) – court métrage de Bianca Richard

### Slam et poésie
Adéoyé se produit sur la scène du slam en Acadie et à l'international :
- FESE International (Burkina Faso, 2024)
- Écritude (Abidjan, Côte d’Ivoire, 2024)
- Festival international de slam en Acadie (2017–2024)

Il publie également des textes poétiques, notamment :
- Le Foehn, recueil de poésie produit par la Caravane des mots (2022)
- Une seconde dans ma tête, publié dans la revue Ancrages (2022)[11]

### Photographie
Sous le projet The Queendom Portraits, il développe une pratique photographique centrée sur les identités queers et la beauté non normative. Il participe à plusieurs expositions :
- Bal de neige en couleur (2023), organisée par Fierté Dieppe
- Mois de l’histoire des Noirs (2023), Centre culturel Aberdeen, Moncton
- Le multiculturalisme en images (2021), présenté par le CAFI

Il collabore également avec la revue Edible Maritimes en tant que photographe gastronomique et portraitiste.

## Distinctions et résidences
- Prix spécial Suzanne-Cyr, remis dans le cadre du projet Culturas (2022)[13]
- Résidence d’écriture documentaire avec Spira et le FICFA (2023)
- Subventions de création, développement de carrière et soutien à la production de courts métrages obtenues d’ArtsNB et du FICFA (2023–2024)[14]